# Алис Крайчева
Алис Николова Крайчева е българска журналистка.

## Биография
Родена е на 3 март 1948 г. в София.
Кариерата на Алис Крайчева започва на 19-годишна възраст като манекенка към тогавашния Център за нови стоки и мода (ЦНСМ). По това време вече е омъжена за художника Теодор Балкански. Имат син – Александър.
Завършва столичната 34-та гимназия на улица „Цар Иван Шишман“.
Впоследствие завършва българска филология в Софийския университет „Св. Климент Охридски“ и е назначена на работа в Радио София, където работи 3 години.
През 1981 г. постъпва в отдел „Информация“ на държавната телевизия като репортер.
Седем години работи и като част от екипа на „Събота, късен следобед“, заедно с Анчо Анчев и Емил Розов. Крайчева е автор и водещ на няколко модни предавания. Близо 4 години работи с Александър Авджиев в сутрешния блок на БНТ „Добро утро“.
От 2002 до 2004 г. заедно с Авджиев са отговорни редактори на „Денят започва“ по БНТ.
Алис Крайчева посвещава 30 години на работата си в БНТ.
Освободена е от БНТ през 2011 г.
Умира на 23 септември 2013 от рак на панкреаса.